# Пащеновка (Полтавская область)
Пащеновка (укр. Пащенівка) — село,
Недогарковский сельский совет,
Кременчугский район,
Полтавская область,
Украина.
Код КОАТУУ — 5322482805. Население по переписи 2001 года составляло 33 человека.

## Географическое положение
Село Пащеновка находится на расстоянии в 0,5 км от села Ракитно-Доновка и в 1,5 км — село Недогарки.

## История
Есть на карте 1826-1840 годов как Пащенка.
В 1911 году на хуторе Пащеновка жило 260 человек.